# Оберхойзер, Герта
Ге́рта Оберхо́йзер (нем. Herta Oberheuser; (15 мая 1911, Кёльн — 24 января 1978, Линц-ам-Райн) — нацистский врач, обвиняемая на Нюрнбергском процессе над врачами.

## Биография
Родилась 15 мая 1911 года в семье инженера в Кёльне. В дальнейшем жила в Дюссельдорфе. Обучалась медицине в Бонне и Дюссельдорфе. Семья Герты Оберхойзер была небогатой, в связи с чем она должна была сама зарабатывать на обучение. В 1937 году получает диплом врача и приступает к работе в физиологическом институте Бонна. В 1940 году становится врачом-дерматологом. В процессе обучения проводила вивисекции и эксперименты на животных.
В 1937 году вступила в НСДАП. Впоследствии состояла в национал-социалистическом сестринском обществе, обществе врачей национал-социалистов.
В 1940 году, прочитав объявление в газете о вакансии врача-женщины для концлагеря Равенсбрюк, подала свою заявку и была принята. В концлагере Равенсбрюк работала с начала 1941 по лето 1943 года. Потом переведена в качестве хирургической ассистентки в больницу Хоенлихена под руководством Карла Гебхардта, где и работала до окончания войны.

## Эксперименты над людьми в концлагере Равенсбрюк
Медицинские эксперименты в концлагере Равенсбрюк были направлены на исследование жизненных функций человека в экстремальных состояниях. На заключённых моделировались ситуации, возникающие во время боевых действий: переохлаждение, обморожения, серьёзные ранения. Соответствующие повреждения наносились подопытным, после чего проводилось лечение с использованием экспериментальных препаратов.
Среди прочих опытов проводилось исследование воздействия сульфаниламида на раневую инфекцию. Толчком к исследованию этого препарата послужила смерть руководителя протектората Богемии и Моравии Гейдриха, погибшего не столько от полученных при покушении ранений, как от развития раневой инфекции. Жертвам наносились раны, в которые имплантировались различные инородные предметы (куски дерева, ржавые гвозди, обломки стекла, грязь или опилки). После этого использовались исследуемые препараты и анализировались результаты лечения. Практически все подопытные в ходе проведения эксперимента погибали.
Руководителем этих экспериментов был Карл Гебхардт, а непосредственными исполнителями Фриц Фишер, Людвиг Штумпфеггер и Герта Оберхойзер. Герте Оберхойзер такая работа, по-видимому, нравилась, так как она брала на себя также часть работы своих коллег, некоторые из которых отлынивали от проведения опытов на людях. В её обязанности также входили отбор женщин-заключённых для экспериментов, ассистирование при проведении калечащих операций, последующее наблюдение за подопытными. Также, после соответствующего лечения, Оберхойзер умертвляла больных, вводя им различные препараты, что впоследствии представляла как акт милосердия («эвтаназии»).
По свидетельству современников, Оберхойзер воспринимала пациенток как подопытных кроликов, а не людей.
Также принимала участие в исследовании проведения абортов на поздних сроках.

## Нюрнбергский процесс над врачами
Оберхойзер оказалась единственной обвиняемой женщиной на процессе. В ходе процесса она настаивала на том, что женщина не может совершать такие чудовищные преступления. Также она объясняла свои действия тем, что участие в экспериментах для приговорённых к смерти было единственным шансом на спасение (в случае их выживания), так как в случае отказа и активного противодействия опытам женщинам грозила смертная казнь.
За военные преступления и преступления против человечества суд приговорил Оберхойзер к 20 годам тюремного заключения. 31 января 1951 года срок был снижен до 10 лет. 4 апреля 1952 года освобождена досрочно.

## Возврат к гражданской жизни
После освобождения вначале работала врачом в Штокзее и одновременно в госпитале иоаннитов в Плёне. В 1956 году была узнана одной из бывших заключённых Равенсбрюка. После этого была уволена из госпиталя иоаннитов. Одновременно ей были предъявлены повторные обвинения судом Киля. Так как за одни и те же преступления нельзя быть осуждённым дважды, обвинения и дальнейший процесс были вызваны общественным резонансом и многочисленными акциями протеста бывших заключённых. После увольнения из больничных учреждений открыла частную врачебную практику, однако на фоне непрекращающихся протестов была вынуждена прекратить медицинскую деятельность. В 1965 году переехала в Бад-Хоннеф. Умерла 24 января 1978 года в близлежащем городке Линц-на-Рейне.

## В литературе
- Марта Холл Келли. «Девушки сирени». loveread.ec. Дата обращения: 23 июля 2025.